# Tzapotitla
Tzapotitla är en ort i Mexiko.   Den ligger i kommunen Huazalingo och delstaten Hidalgo, i den sydöstra delen av landet, 180 km norr om huvudstaden Mexico City. Tzapotitla ligger 373 meter över havet och antalet invånare är 277.
Terrängen runt Tzapotitla är kuperad åt sydost, men åt nordväst är den bergig. Runt Tzapotitla är det ganska tätbefolkat, med 129 invånare per kvadratkilometer. Närmaste större samhälle är Huejutla de Reyes, 18,9 km norr om Tzapotitla. I omgivningarna runt Tzapotitla växer huvudsakligen savannskog.